# Jewett, Illinois
Jewett là một làng thuộc quận Cumberland, tiểu bang Illinois, Hoa Kỳ. Năm 2010, dân số của làng này là 223 người.

## Dân số
Dân số qua các năm:
- Năm 2000: 232 người.
- Năm 2010: 223 người.